# Tobias Linderoth
Tobias Jan Håkan Linderoth (Marsiglia, 21 aprile 1979) è un allenatore di calcio ed ex calciatore svedese, di ruolo centrocampista, tecnico del Norrby.

## Biografia
È figlio dell'ex calciatore svedese Anders Linderoth.

## Carriera

### Giocatore

#### Club
Cresciuto nell'IFK Hässleholm, nel 1995 ha debuttato in prima squadra. Nel 1996 si è trasferito all'Elfsborg e vi ha militato fino al 1998, totalizzando 57 presenze e 4 reti in campionato. Nel 1999 è passato al Stabæk, club norvegese. Ha militato nel club norvegese per tre stagioni, totalizzando 79 presenze e 10 reti. Il 31 gennaio 2002 si è trasferito all'Everton, club inglese. Ha debuttato in campionato il 2 febbraio 2002, in Everton-Ipswich Town (1-2), subentrando a Peter Clarke all'inizio del secondo tempo. Nelle prime due stagioni in Inghilterra, complici diversi infortuni, ha totalizzato appena 13 presenze. Nella stagione 2004-2005 ha giocato con maggiore continuità, totalizzando 29 presenze e una rete. Il 29 luglio 2004 è passato al Copenaghen, club danese. Ha militato nelle file dei Løverne per tre stagioni, totalizzando 127 presenze e 6 reti. Il 12 giugno 2007 è stato ufficializzato il suo trasferimento in Turchia, al Galatasaray, con cui ha firmato un contratto triennale. L'esperienza in Turchia, complice un grave infortunio, non è stata particolarmente positiva, con appena 25 presenze in tre stagioni. Il 22 gennaio 2010 ha rescisso il contratto con il Galatasaray. Rimasto svincolato, il 12 novembre 2010 ha annunciato il proprio ritiro.

#### Nazionale
Ha debuttato in Nazionale maggiore il 27 novembre 1999, nell'amichevole Sudafrica-Svezia (1-0), subentrando a Daniel Tjernström al minuto 59. Ha messo a segno la sua prima rete con la maglia della selezione svedese il 17 febbraio 2001, nell'amichevole Svezia-Cina (3-0), siglando il gol del momentaneo 2-0 al minuto 11 del primo tempo. Ha partecipato, con la Nazionale, ai Mondiali 2002, ai Mondiali 2006, agli Europei 2004 e agli Europei 2008. È sceso in campo, inoltre, nelle qualificazioni ai Mondiali 2002 e 2006 e nelle qualificazioni agli Europei 2004 e 2008. Ha totalizzato, con la maglia della Nazionale svedese, 76 presenze e 2 reti.

### Allenatore
Terminata la carriera da calciatore, il 9 dicembre 2010 è diventato tecnico dell'Under-17 dell'Elfsborg. Dopo sette anni con la formazione Under-17, nel 2018 è diventato assistente allenatore della prima squadra. Il 18 novembre 2020 è diventato tecnico del Skövde AIK.
Il 30 agosto 2023 è stato ufficializzato il suo ingaggio come tecnico del Varberg a partire dal 1º gennaio 2024. Il 1º agosto, all'inizio del girone di ritorno della Superettan 2024, si è dimesso.
A partire dalla stagione 2025 è diventato capo allenatore del Norrby, squadra militante nella terza serie nazionale.

## Statistiche

### Presenze e reti nei club
| Stagione           | Squadra            | Campionato         | Campionato | Campionato | Coppe nazionali | Coppe nazionali | Coppe nazionali | Coppe continentali | Coppe continentali | Coppe continentali | Altre coppe | Altre coppe | Altre coppe | Totale | Totale | Totale |
| Stagione           | Squadra            | Comp               | Pres       | Reti       | Comp            | Pres            | Reti            | Comp               | Pres               | Reti               | Comp        | Pres        | Reti        | Pres   | Reti   |        |
| ------------------ | ------------------ | ------------------ | ---------- | ---------- | --------------- | --------------- | --------------- | ------------------ | ------------------ | ------------------ | ----------- | ----------- | ----------- | ------ | ------ | ------ |
| 1995               | IFK Hässleholm     | D1                 | 7          | 0          | SC              | ?               | ?               | -                  | -                  | -                  | -           | -           | -           | 7+     | 0+     |        |
| 1996               | Elfsborg           | D1                 | 10         | 0          | SC              | ?               | ?               | -                  | -                  | -                  | -           | -           | -           | 10+    | 0+     |        |
| 1997               | Elfsborg           | AS                 | 25         | 1          | SC              | ?               | ?               | -                  | -                  | -                  | -           | -           | -           | 25+    | 1+     |        |
| 1998               | Elfsborg           | AS                 | 22         | 3          | SC              | ?               | ?               | -                  | -                  | -                  | -           | -           | -           | 22+    | 3+     |        |
| Totale Elfsborg    | Totale Elfsborg    | Totale Elfsborg    | 57         | 4          |                 | ?               | ?               |                    | -                  | -                  |             | -           | -           | 57+    | 4+     |        |
| 1999               | Stabæk             | ES                 | 23         | 3          | NM              | 3               | 0               | UEFA               | 2                  | 0                  | -           | -           | -           | 28     | 3      |        |
| 2000               | Stabæk             | ES                 | 24         | 4          | NM              | 0               | 0               | Intertoto          | 3                  | 1                  | -           | -           | -           | 27     | 5      |        |
| 2001               | Stabæk             | ES                 | 21         | 2          | NM              | 3               | 0               | -                  | -                  | -                  | -           | -           | -           | 24     | 2      |        |
| Totale Stabæk      | Totale Stabæk      | Totale Stabæk      | 68         | 9          |                 | 6               | 0               |                    | 5                  | 1                  |             | -           | -           | 79     | 10     |        |
| gen.-giu. 2002     | Everton            | PL                 | 8          | 0          | FA+FLC          | 3+0             | 0+0             | -                  | -                  | -                  | -           | -           | -           | 11     | 0      |        |
| 2002-2003          | Everton            | PL                 | 5          | 0          | FA+FLC          | 0+1             | 0+0             | -                  | -                  | -                  | -           | -           | -           | 6      | 0      |        |
| 2003-2004          | Everton            | PL                 | 27         | 0          | FA+FLC          | 0+2             | 0+1             | -                  | -                  | -                  | -           | -           | -           | 29     | 1      |        |
| Totale Everton     | Totale Everton     | Totale Everton     | 40         | 0          |                 | 6               | 1               |                    | -                  | -                  |             | -           | -           | 46     | 1      |        |
| 2004-2005          | Copenaghen         | SL                 | 29         | 0          | DBUSL           | 4               | 0               | CL                 | 0                  | 0                  | RL          | 10          | 0           | 43     | 0      |        |
| 2005-2006          | Copenaghen         | SL                 | 29         | 1          | DBUSL           | 2               | 0               | UEFA               | 4                  | 0                  | RL          | 9           | 1           | 44     | 2      |        |
| 2006-2007          | Copenaghen         | SL                 | 24         | 3          | DBUSL           | 3               | 0               | CL                 | 10                 | 1                  | RL          | 3           | 0           | 40     | 4      |        |
| Totale Copenaghen  | Totale Copenaghen  | Totale Copenaghen  | 82         | 4          |                 | 9               | 0               |                    | 14                 | 1                  |             | 22          | 1           | 127    | 6      |        |
| 2007-2008          | Galatasaray        | SL                 | 7          | 0          | TK              | 0               | 0               | UEFA               | 5                  | 1                  | -           | -           | -           | 12     | 1      |        |
| 2008-2009          | Galatasaray        | SL                 | 2          | 0          | TK              | 0               | 0               | CL                 | 1                  | 0                  | -           | -           | -           | 3      | 0      |        |
| 2009-2010          | Galatasaray        | SL                 | 4          | 0          | TK              | 3               | 0               | EL                 | 3                  | 0                  | -           | -           | -           | 10     | 0      |        |
| Totale Galatasaray | Totale Galatasaray | Totale Galatasaray | 13         | 0          |                 | 3               | 0               |                    | 9                  | 1                  |             | -           | -           | 25     | 1      |        |
| Totale carriera    | Totale carriera    | Totale carriera    | 267        | 17         |                 | 24+             | 1+              |                    | 28                 | 3                  |             | 22          | 1           | 341+   | 22+    |        |

### Cronologia presenze e reti in nazionale
| Cronologia completa delle presenze e delle reti in nazionale ― Svezia | Cronologia completa delle presenze e delle reti in nazionale ― Svezia | Cronologia completa delle presenze e delle reti in nazionale ― Svezia | Cronologia completa delle presenze e delle reti in nazionale ― Svezia | Cronologia completa delle presenze e delle reti in nazionale ― Svezia | Cronologia completa delle presenze e delle reti in nazionale ― Svezia | Cronologia completa delle presenze e delle reti in nazionale ― Svezia | Cronologia completa delle presenze e delle reti in nazionale ― Svezia |
| Data                                                                  | Città                                                                 | In casa                                                               | Risultato                                                             | Ospiti                                                                | Competizione                                                          | Reti                                                                  | Note                                                                  |
| --------------------------------------------------------------------- | --------------------------------------------------------------------- | --------------------------------------------------------------------- | --------------------------------------------------------------------- | --------------------------------------------------------------------- | --------------------------------------------------------------------- | --------------------------------------------------------------------- | --------------------------------------------------------------------- |
| 27-11-1999                                                            | Pretoria                                                              | Sudafrica                                                             | 1 – 0                                                                 | Svezia                                                                | Amichevole                                                            | -                                                                     | 59’                                                                   |
| 31-1-2000                                                             | La Manga del Mar Menor                                                | Danimarca                                                             | 0 – 1                                                                 | Svezia                                                                | Amichevole                                                            | -                                                                     | 82’                                                                   |
| 4-2-2000                                                              | La Manga del Mar Menor                                                | Norvegia                                                              | 1 – 1                                                                 | Svezia                                                                | Amichevole                                                            | -                                                                     | 80’                                                                   |
| 10-2-2001                                                             | Bangkok                                                               | Thailandia                                                            | 1 – 4                                                                 | Svezia                                                                | Amichevole                                                            | -                                                                     |                                                                       |
| 14-2-2001                                                             | Bangkok                                                               | Qatar                                                                 | 0 – 0                                                                 | Svezia                                                                | Amichevole                                                            | -                                                                     |                                                                       |
| 17-2-2001                                                             | Bangkok                                                               | Svezia                                                                | 3 – 0                                                                 | Cina                                                                  | Amichevole                                                            | 1                                                                     |                                                                       |
| 28-2-2001                                                             | Ta' Qali                                                              | Malta                                                                 | 0 – 3                                                                 | Svezia                                                                | Amichevole                                                            | -                                                                     | 65’                                                                   |
| 24-3-2001                                                             | Göteborg                                                              | Svezia                                                                | 1 – 0                                                                 | Macedonia                                                             | Qual. Mondiali 2002                                                   | -                                                                     | 56’ 64’                                                               |
| 25-4-2001                                                             | Ginevra                                                               | Svizzera                                                              | 0 – 2                                                                 | Svezia                                                                | Amichevole                                                            | -                                                                     | 46’                                                                   |
| 2-6-2001                                                              | Stoccolma                                                             | Svezia                                                                | 2 – 0                                                                 | Slovacchia                                                            | Qual. Mondiali 2002                                                   | -                                                                     | 90’                                                                   |
| 6-6-2001                                                              | Göteborg                                                              | Svezia                                                                | 6 – 0                                                                 | Moldavia                                                              | Qual. Mondiali 2002                                                   | -                                                                     |                                                                       |
| 15-8-2001                                                             | Stoccolma                                                             | Svezia                                                                | 3 – 0                                                                 | Sudafrica                                                             | Amichevole                                                            | -                                                                     |                                                                       |
| 1-9-2001                                                              | Skopje                                                                | Macedonia                                                             | 1 – 2                                                                 | Svezia                                                                | Qual. Mondiali 2002                                                   | -                                                                     |                                                                       |
| 5-9-2001                                                              | Istanbul                                                              | Turchia                                                               | 1 – 2                                                                 | Svezia                                                                | Qual. Mondiali 2002                                                   | -                                                                     |                                                                       |
| 7-10-2001                                                             | Stoccolma                                                             | Svezia                                                                | 3 – 0                                                                 | Azerbaigian                                                           | Qual. Mondiali 2002                                                   | -                                                                     |                                                                       |
| 10-11-2001                                                            | Manchester                                                            | Inghilterra                                                           | 1 – 1                                                                 | Svezia                                                                | Amichevole                                                            | -                                                                     | 46’                                                                   |
| 27-3-2002                                                             | Malmö                                                                 | Svezia                                                                | 1 – 1                                                                 | Svizzera                                                              | Amichevole                                                            | -                                                                     | 46’                                                                   |
| 17-4-2002                                                             | Oslo                                                                  | Norvegia                                                              | 0 – 0                                                                 | Svezia                                                                | Amichevole                                                            | -                                                                     | 82’                                                                   |
| 17-5-2002                                                             | Solna                                                                 | Svezia                                                                | 1 – 2                                                                 | Paraguay                                                              | Amichevole                                                            | -                                                                     |                                                                       |
| 25-5-2002                                                             | Tokyo                                                                 | Giappone                                                              | 1 – 1                                                                 | Svezia                                                                | Amichevole                                                            | -                                                                     |                                                                       |
| 2-6-2002                                                              | Saitama                                                               | Inghilterra                                                           | 1 – 1                                                                 | Svezia                                                                | Mondiali 2002 - 1º turno                                              | -                                                                     |                                                                       |
| 7-6-2002                                                              | Kobe                                                                  | Nigeria                                                               | 1 – 2                                                                 | Svezia                                                                | Mondiali 2002 - 1º turno                                              | -                                                                     |                                                                       |
| 12-6-2002                                                             | Rifu                                                                  | Argentina                                                             | 1 – 1                                                                 | Svezia                                                                | Mondiali 2002 - 1º turno                                              | -                                                                     |                                                                       |
| 16-6-2002                                                             | Ōita                                                                  | Senegal                                                               | 2 – 1 gg                                                              | Svezia                                                                | Mondiali 2002 - Ottavi di finale                                      | -                                                                     |                                                                       |
| 21-8-2002                                                             | Mosca                                                                 | Russia                                                                | 1 – 1                                                                 | Svezia                                                                | Amichevole                                                            | -                                                                     |                                                                       |
| 7-9-2002                                                              | Riga                                                                  | Lettonia                                                              | 0 – 0                                                                 | Svezia                                                                | Qual. Euro 2004                                                       | -                                                                     |                                                                       |
| 12-10-2002                                                            | Solna                                                                 | Svezia                                                                | 1 – 1                                                                 | Ungheria                                                              | Qual. Euro 2004                                                       | -                                                                     | 53’                                                                   |
| 16-10-2002                                                            | Göteborg                                                              | Svezia                                                                | 2 – 3                                                                 | Portogallo                                                            | Amichevole                                                            | -                                                                     |                                                                       |
| 20-8-2003                                                             | Norrköping                                                            | Svezia                                                                | 1 – 2                                                                 | Grecia                                                                | Amichevole                                                            | -                                                                     | 19’, 45’                                                              |
| 6-9-2003                                                              | Göteborg                                                              | Svezia                                                                | 5 – 0                                                                 | San Marino                                                            | Qual. Euro 2004                                                       | -                                                                     | 65’                                                                   |
| 18-11-2003                                                            | Il Cairo                                                              | Egitto                                                                | 1 – 0                                                                 | Svezia                                                                | Amichevole                                                            | -                                                                     |                                                                       |
| 18-2-2004                                                             | Tirana                                                                | Albania                                                               | 2 – 1                                                                 | Svezia                                                                | Amichevole                                                            | -                                                                     |                                                                       |
| 31-3-2004                                                             | Göteborg                                                              | Svezia                                                                | 1 – 0                                                                 | Inghilterra                                                           | Amichevole                                                            | -                                                                     | 46’                                                                   |
| 28-4-2004                                                             | Coimbra                                                               | Portogallo                                                            | 2 – 2                                                                 | Svezia                                                                | Amichevole                                                            | -                                                                     | 72’                                                                   |
| 28-5-2004                                                             | Tempere                                                               | Finlandia                                                             | 3 – 1                                                                 | Svezia                                                                | Amichevole                                                            | -                                                                     |                                                                       |
| 5-6-2004                                                              | Stoccolma                                                             | Svezia                                                                | 3 – 1                                                                 | Polonia                                                               | Amichevole                                                            | -                                                                     | 64’                                                                   |
| 14-6-2004                                                             | Lisbona                                                               | Svezia                                                                | 5 – 0                                                                 | Bulgaria                                                              | Euro 2004 - 1º turno                                                  | -                                                                     | 52’                                                                   |
| 18-6-2004                                                             | Porto                                                                 | Italia                                                                | 1 – 1                                                                 | Svezia                                                                | Euro 2004 - 1º turno                                                  | -                                                                     | 75’                                                                   |
| 26-6-2004                                                             | Faro                                                                  | Paesi Bassi                                                           | 0 – 0                                                                 | Svezia                                                                | Euro 2004 - 1º turno                                                  | -                                                                     |                                                                       |
| 18-8-2004                                                             | Stoccolma                                                             | Svezia                                                                | 2 – 2                                                                 | Paesi Bassi                                                           | Amichevole                                                            | -                                                                     |                                                                       |
| 4-9-2004                                                              | Ta' Qali                                                              | Malta                                                                 | 0 – 7                                                                 | Svezia                                                                | Qual. Mondiali 2006                                                   | -                                                                     |                                                                       |
| 8-9-2004                                                              | Göteborg                                                              | Svezia                                                                | 0 – 1                                                                 | Croazia                                                               | Qual. Mondiali 2006                                                   | -                                                                     |                                                                       |
| 9-10-2004                                                             | Stoccolma                                                             | Svezia                                                                | 3 – 0                                                                 | Ungheria                                                              | Qual. Mondiali 2006                                                   | -                                                                     |                                                                       |
| 13-10-2004                                                            | Reykjavík                                                             | Islanda                                                               | 1 – 4                                                                 | Svezia                                                                | Qual. Mondiali 2006                                                   | -                                                                     |                                                                       |
| 17-11-2004                                                            | Edimburgo                                                             | Scozia                                                                | 1 – 4                                                                 | Svezia                                                                | Amichevole                                                            | -                                                                     | 82’                                                                   |
| 9-2-2005                                                              | Saint Denis                                                           | Francia                                                               | 1 – 1                                                                 | Svezia                                                                | Amichevole                                                            | -                                                                     | 76’                                                                   |
| 26-3-2005                                                             | Sofia                                                                 | Bulgaria                                                              | 0 – 3                                                                 | Svezia                                                                | Qual. Mondiali 2006                                                   | -                                                                     |                                                                       |
| 4-6-2005                                                              | Göteborg                                                              | Svezia                                                                | 6 – 0                                                                 | Malta                                                                 | Qual. Mondiali 2006                                                   | -                                                                     |                                                                       |
| 8-6-2005                                                              | Stoccolma                                                             | Svezia                                                                | 2 – 3                                                                 | Norvegia                                                              | Amichevole                                                            | -                                                                     | 85’                                                                   |
| 17-8-2005                                                             | Göteborg                                                              | Svezia                                                                | 2 – 1                                                                 | Rep. Ceca                                                             | Amichevole                                                            | -                                                                     | 77’                                                                   |
| 3-9-2005                                                              | Solna                                                                 | Svezia                                                                | 3 – 0                                                                 | Bulgaria                                                              | Qual. Mondiali 2006                                                   | -                                                                     |                                                                       |
| 7-9-2005                                                              | Budapest                                                              | Ungheria                                                              | 0 – 1                                                                 | Svezia                                                                | Qual. Mondiali 2006                                                   | -                                                                     |                                                                       |
| 8-10-2005                                                             | Zagabria                                                              | Croazia                                                               | 1 – 0                                                                 | Svezia                                                                | Qual. Mondiali 2006                                                   | -                                                                     | 66’                                                                   |
| 12-10-2005                                                            | Stoccolma                                                             | Svezia                                                                | 3 – 1                                                                 | Islanda                                                               | Qual. Mondiali 2006                                                   | -                                                                     |                                                                       |
| 12-11-2005                                                            | Seul                                                                  | Corea del Sud                                                         | 2 – 2                                                                 | Svezia                                                                | Amichevole                                                            | -                                                                     | Cap. 63’                                                              |
| 1-3-2006                                                              | Dublino                                                               | Irlanda                                                               | 3 – 0                                                                 | Svezia                                                                | Amichevole                                                            | -                                                                     | 70’                                                                   |
| 25-5-2006                                                             | Göteborg                                                              | Svezia                                                                | 0 – 0                                                                 | Finlandia                                                             | Amichevole                                                            | -                                                                     | 46’                                                                   |
| 2-6-2006                                                              | Solna                                                                 | Svezia                                                                | 1 – 1                                                                 | Cile                                                                  | Amichevole                                                            | -                                                                     | 27’                                                                   |
| 10-6-2006                                                             | Dortmund                                                              | Trinidad e Tobago                                                     | 0 – 0                                                                 | Svezia                                                                | Mondiali 2006 - 1º turno                                              | -                                                                     |                                                                       |
| 15-6-2006                                                             | Berlino                                                               | Svezia                                                                | 1 – 0                                                                 | Paraguay                                                              | Mondiali 2006 - 1º turno                                              | -                                                                     |                                                                       |
| 20-6-2006                                                             | Colonia                                                               | Svezia                                                                | 2 – 2                                                                 | Inghilterra                                                           | Mondiali 2006 - 1º turno                                              | -                                                                     | 83’                                                                   |
| 24-6-2006                                                             | Monaco di Baviera                                                     | Germania                                                              | 2 – 0                                                                 | Svezia                                                                | Mondiali 2006 - Ottavi di finale                                      | -                                                                     |                                                                       |
| 16-8-2006                                                             | Gelsenkirchen                                                         | Germania                                                              | 3 – 0                                                                 | Svezia                                                                | Amichevole                                                            | -                                                                     |                                                                       |
| 2-9-2006                                                              | Riga                                                                  | Lettonia                                                              | 0 – 1                                                                 | Svezia                                                                | Qual. Euro 2008                                                       | -                                                                     |                                                                       |
| 6-9-2006                                                              | Göteborg                                                              | Svezia                                                                | 3 – 1                                                                 | Liechtenstein                                                         | Qual. Euro 2008                                                       | -                                                                     |                                                                       |
| 7-10-2006                                                             | Stoccolma                                                             | Svezia                                                                | 2 – 0                                                                 | Spagna                                                                | Qual. Euro 2008                                                       | -                                                                     |                                                                       |
| 7-2-2007                                                              | Il Cairo                                                              | Egitto                                                                | 2 – 0                                                                 | Svezia                                                                | Amichevole                                                            | -                                                                     | Cap.                                                                  |
| 2-6-2007                                                              | Copenaghen                                                            | Danimarca                                                             | 0 – 3 tav                                                             | Svezia                                                                | Qual. Euro 2008                                                       | -                                                                     | 84’                                                                   |
| 6-6-2007                                                              | Stoccolma                                                             | Svezia                                                                | 5 – 0                                                                 | Islanda                                                               | Qual. Euro 2008                                                       | -                                                                     | 62’                                                                   |
| 8-9-2007                                                              | Solna                                                                 | Svezia                                                                | 0 – 0                                                                 | Danimarca                                                             | Qual. Euro 2008                                                       | -                                                                     | Cap.                                                                  |
| 12-9-2007                                                             | Podgorica                                                             | Montenegro                                                            | 1 – 2                                                                 | Svezia                                                                | Amichevole                                                            | -                                                                     | 66’                                                                   |
| 13-10-2007                                                            | Vaduz                                                                 | Liechtenstein                                                         | 0 – 3                                                                 | Svezia                                                                | Qual. Euro 2008                                                       | -                                                                     | Cap. 70’                                                              |
| 17-10-2007                                                            | Stoccolma                                                             | Svezia                                                                | 1 – 1                                                                 | Irlanda del Nord                                                      | Qual. Euro 2008                                                       | -                                                                     | Cap.                                                                  |
| 26-5-2008                                                             | Göteborg                                                              | Svezia                                                                | 1 – 0                                                                 | Slovenia                                                              | Amichevole                                                            | 1                                                                     | 46’                                                                   |
| 1-6-2008                                                              | Solna                                                                 | Svezia                                                                | 0 – 1                                                                 | Ucraina                                                               | Amichevole                                                            | -                                                                     | Cap. 56’                                                              |
| 6-9-2008                                                              | Tirana                                                                | Albania                                                               | 0 – 0                                                                 | Svezia                                                                | Qual. Mondiali 2010                                                   | -                                                                     | 6’                                                                    |
| Totale                                                                |                                                                       | Presenze                                                              | 76                                                                    |                                                                       | Reti                                                                  | 2                                                                     |                                                                       |

## Palmarès

### Club

#### Competizioni nazionali
- Coppa di Norvegia: 1

Stabæk: 1998
- Supercoppa di Danimarca: 1

Copenaghen: 2004
- Royal League: 2

Copenaghen: 2004-2005, 2005-2006
- Campionato danese: 2

Copenaghen: 2005-2006, 2006-2007
- Campionato turco: 1

Galatasaray: 2007-2008
- Supercoppa di Turchia: 1

Galatasaray: 2008

#### Competizioni internazionali
- Royal League: 1

Copenhagen: 2004-2005